# موتور حاجی خواستی قنبرزهی
موتور حاجی خواستی قنبرزهی روستایی در دهستان کورین بخش کورین شهرستان زاهدان استان سیستان و بلوچستان ایران است.

## جمعیت
بر پایه سرشماری عمومی نفوس و مسکن در سال ۱۳۹۵ جمعیت این روستا ۵۲ نفر (۱۳خانوار) بوده‌است.